# Urkevitz
Urkevitz est une île allemande baignée par la mer Baltique et dépendante du land Mecklembourg-Poméranie-Occidentale.

## Géographie
Ce territoire insulaire a une longueur maximale de 1.06 km pour une largeur maximale de 0.47 km et possède une superficie de 0.27 km².